# ميزوثيرابي
ميزوثيرابي (يعود الاسم إلى مفردتي (باليونانية: mesos)‏ بمعنى متوسط، (باليونانية: therapeia)‏ بمعنى علاج طبي)؛ هو علاج تجميلي طبي غير جراحي. يستخدم في الميزوثيرابي حقنات متعددة من الأدوية الصيدلانية والمتجانسة، المستخلصات النباتية، الفيتامينات، وغيرها من المكونات في الدهون تحت الجلدية. يستهدف حَقن الميزوثيرابي الخلايا الدهنية، عن طريق الحث على تحلل الدهون، وتمزق وموت الخلايا الدهنية.

## الاستخدام
هناك دراسات منشورة من التجميعات الكيميائية على الجسم، قد نُشرت في أوروبا وأمريكا الجنوبية لعدة سنوات. لا يوجد دليل بحثي قاطع على أن هذه المركبات الكيميائية تعمل على استهداف الخلايا الدهنية على وجه التحديد. تحلل الخلية، الناجم عن العمل التنظيفي ل deoxycholic، قد يكون مسؤولًا عن أي تأثير سريري.
تشمل المواد المستخدمة في العلاج ما يلي:
- T3 - T4 الغدة الدرقية،
- إيسبروترنول
- أمينوفيلين
- بنتوكسيفيلين
- كارنيتين
- أرجينين
- هيالورونيداز
- كولاجيناز
- يوهمبين
- Lymphomyosot
- عامل مرافق انزيم
- إيثانول أمين ثنائي
- غيروفايتال
- اكسيداز
- ترتينوين
- حمض ألفا ليبويك
- فيتامين ج
- بروكايين
- ليدوكائين
- جنكه بيلوبا
- إكليل
- أدينوساين أحادي الفوسفات سي
- فيتامينات متعددة
- Phosphatidylcholine
- تتبع العناصر المعدنية
- ثاني أكسيد الكربون

## التاريخ
أجرى الدكتور ميشيل بريستور (1924-2003) عدة أبحاث سريرية وأسس مجال الميزوثيرابي. بلغت البحوث متعددة الجنسية في مجال العلاج داخل الجلد ذروتها مع عمل بريستور من 1948 حتي 1952 في علاجات الميزوثيرابي. صاغت الصحافة الفرنسية مصطلح ميزوثيرابي في عام 1958. اعترفت الأكاديمية الفرنسية للطب بالميزوثيرابي بوصفها تخصص في الطب في عام 1987. حظى الميزوثيرابي بشعبية في جميع أنحاء البلدان الأوروبية وأمريكا الجنوبية، حيث يمارسه حوالي 18,000 طبيب في جميع أنحاء العالم.

## النقد
يعد ميزوثيرابي من العلاجات التي تجرى في جميع أنحاء أوروبا وأمريكا الجنوبية، ومؤخرا الولايات المتحدة لأكثر من خمسين عاما. ومع ذلك، فإن بعض الأطباء [من؟] قد أعربت عن قلقها حول مدى نجاح ميزوثيرابي، بحجة أن العلاج لم يدرس بما فيه الكفاية لاتخاذ قرار. والمسألة الأساسية هي أن ميزوثيرابي لم يكن خاضع للمعيار الذهبي للتجارب السريرية، بالرغم من ذلك فقد تم دراسته جيدا لعلاج أمراض أخرى، مثل التهاب الوتر، تكلس الوتر، طب الأسنان، والسرطان، cervicobrachialgia، والتهاب المفاصل، lymphedema، والركود الوريدي. كذلك، كانت هناك سلسلة حالات، والعديد من التقارير عن ميزوثيرابي كعلاج تجميلي، فضلا عن الدراسات التي استهدفت المكونات المستخدمة في ميزوثيرابي. يعبر عن الجانب الآخر من المناقشة رود روريش، رئيس قسم جراحة التجميل، جامعة تكساس، المركز الطبي في دالاس: «ببساطة لا يوجد بيانات، علم، أو معلومات، على حد علمي، تفيد بأن ميزوثيرابي تعمل» وفقا لما يراه رود روريش. أصدرت الجمعية الأمريكية لجراحين التجميل بيانا يؤيد موقف عدم الاعتراف بالميزوثيرابي، ولكن عدم الاعتراف هذا هو موضوع جدلي. على الرغم من أن ميزوثيرابي ليس علاج جراحي، إلا أنه بديل غير تجاري لجراحة التجميل، ويتنافس مع العلاج بالجراحة التجميلية لنفس المرضى.
إدارة الاغذية والأدوية لا تستطيع التحكم في استخدام الحقن من بعض الممارسين في مختلف الهيئات لأن هذه الممارسة تقع تحت السلطة القضائية للمجالس الطبية للولاية. هذا هو الحال لأن ميزوثيرابي يعتبر إجراء معترف به من قبل المجالس الطبية. إدارة الاغذية والعقاقير، من ناحية أخرى، مكلفة بالموافقة على الأغذية، والمكملات الغذائية والأدوية واللقاحات والمنتجات البيولوجية الطبية، ومنتجات الدم، والأجهزة الطبية، وأجهزة بث الأشعة، والأجهزة والمنتجات البيطرية ومستحضرات التجميل.
يصرح الدكتور روبن أشينوف، متحدثا للأكاديمية الأمريكية للأمراض الجلدية، «إن الحقن البسيط هو إعطاء الناس أملا كاذبا. الجميع يبحث عن حل سريع. ولكن لا يوجد حل سريع لرواسب الدهون أو الدهون أو السيلوليت.» أبلغ أعضاء الجمعية الأمريكية لجراحة الجلد في شباط / فبراير 2005 أن «هناك ما يبرر مزيدا من الدراسة قبل الاعتراف بهذا الأسلوب».
تنبه العديد من اطباء الامراض الجلدية وجراحي التجميل إلى الحجم المتزايد للميزوثيرابي. تقول نعومي لورنس جراح الجلد في جامعة الطب وطب الأسنان في نيوجيرسي: «لا أحد يقول بالضبط ما يوضع داخل الحقنة،». «غالبا ما يستخدم عقار واحد هو phosphatidylcholine، وهو لا يمكن التنبؤ به، ويسبب التهاب شديد وتورم في موضع الحقن. انها ليست عقاقير حميدة».
فمن المحظور حاليا في عدد من بلدان أمريكا الجنوبية. حتى البرازيل، التي هي أقل صرامة من الولايات المتحدة في الموافقة على العقاقير، قامت بحظر العقار لهذه الأغراض.
في أستراليا، يجري التحقيق مع صالون للعلاج البديل من قبل وزارة الصحة، بعد ظهور خراجات الجلد على مناطق عدة من أجساد العملاء مثل الفخدين، البطن والكتفين والوجه والرقبة بعد العلاج، مع اصابة مريض واحد بالعدوى الفطرية.

## الدراسات السريرية
في دراسة استطلاعية، خضع 10 مرضى لأربع جلسات للميزوثيرابي للوجه باستخدام الفيتامينات المتعددة على فترات شهرية. وجدت هذه الدراسة أنه لا توجد فائدة سريري ذات صلة.
أظهرت دراسة سريرية نشرت في مجلة أبحاث الألم (Journal of Pain Research) في عام 2019، وبحثت في تأثير الميزوثيرابي لتدبير الألم العضلي الهيكلي في فترة إعادة التأهيل، وشملت الدراسة 7 مقالات علمية حول إصابات مختلفة في العمود الفقري وألم الظهر والتهاب مفصل الركبة. توصل الباحثون إلى أن الميزوثيرابي علاج جيد التحمل قد أظهر نتائج جيدة لتدبير الألم المزمن والحاد في الجهاز العضلي الهيكلي.

## وصلات خارجية
- المجلس الأميركي للميزوثيرابي وطب التجميل؛ متخصصين المجلس المعتمدين
- المجلس الأميركي للميزوثيرابي التجميلي
- مجتمع ميسو-ليبوثيرابي الدولي
- الجمعية السويسرية للميزوثيرابي - قائمة جمعيات ميزوثيرابي دولية